# Vitry-aux-Loges
Vitry-aux-Loges è un comune francese di 1 867 abitanti situato nel dipartimento del Loiret nella regione del Centro-Valle della Loira.

## Società

### Evoluzione demografica
Abitanti censiti